# 996A busz (Budapest)
A budapesti 996A jelzésű éjszakai autóbusz a Cinkotai autóbuszgarázs és Újpest-központ között közlekedik. A vonalat a Budapesti Közlekedési Zrt. üzemelteti.

## Története
A járatot 2006. november 3-án indították a korábbi szolgálati járat helyett, ezzel a pesti külső kerületek jobb éjszakai kapcsolatot kaptak. Az alapjárat a 996-os jelzést kapta, útvonaluk kis mértékben eltérő a rákosszentmihályi szakaszon.

## Útvonala
| Cinkotai autóbuszgarázs felé |
| Újpest-központ M vá. – István út – Petőfi utca – Kassai utca – Árpád út – felüljáró – Hubay Jenő tér – Illyés Gyula utca – Rákos út – Széchenyi út – Kolozsvár utca – Szent Korona útja – Vasutastelep utca – Bánkút utca – Páskomliget utca – Nyírpalota út – Fő tér – Zsókavár utca – Erdőkerülő utca – Szentmihályi út – Rákospalotai határút – György utca – Csömöri út – Mátyás király utca – Budapesti út – Futórózsa utca – Margit utca – Baross Gábor utca – Veres Péter út – Bökényföldi út – Cinkotai autóbuszgarázs vá. |
| Újpest-központ felé |
| Cinkotai autóbuszgarázs vá. – Bökényföldi út – Veres Péter út – Baross Gábor utca – Margit utca – Futórózsa utca – Budapesti út – Mátyás király utca – Csömöri út – György utca – Rákospalotai határút – Szentmihályi út – Erdőkerülő utca – Zsókavár utca – Fő tér – Nyírpalota út – Páskomliget utca – Bánkút utca – Vasutastelep utca – Széchenyi út – Rákos út – Illyés Gyula utca – Hubay Jenő tér – felüljáró – Árpád út – Újpest-központ M vá.                                                                              |

## Megállóhelyei
| 0  | Újpest-központ M végállomás                             | 44 | 914, 914A, 930, 950, 950A, 996   |
| 2  | Erzsébet utca                                           | 43 | 914, 950, 950A, 996              |
| 3  | Árpád üzletház                                          | 42 | 914, 950, 950A, 996              |
| 4  | Árpád Kórház                                            | 41 | 950, 950A, 996                   |
| 5  | Víztorony                                               | 40 | 950, 950A, 996                   |
| ∫  | Hubay Jenő tér                                          | 39 | 950, 950A, 996                   |
| 7  | Beller Imre utca                                        | 38 | 996                              |
| 8  | Illyés Gyula utca                                       | 37 | 996                              |
| 9  | Rákos úti szakrendelő                                   | 36 | 996                              |
| ∫  | Szerencs utca                                           | 35 | 996                              |
| 10 | Wesselényi utca                                         | 34 | 996                              |
| 11 | Szent Korona útja                                       | 34 | 996                              |
| 12 | Széchenyi út                                            | 33 | 996                              |
| 13 | Opál utca                                               | 32 | 996                              |
| 14 | Rákospalota, MÁV-telep                                  | 31 | 973, 996                         |
| 15 | Szerencs utca                                           | 30 | 973, 996                         |
| 16 | Páskomliget utca (↓) Bánkút utca (↑)                    | 29 | 973, 996                         |
| 17 | Sárfű utca                                              | 28 | 973, 996                         |
| 18 | Vásárcsarnok                                            | 27 | 973, 979, 996                    |
| 19 | Fő tér                                                  | 26 | 973, 979, 996                    |
| ∫  | Zsókavár utca                                           | 25 | 973, 996                         |
| 20 | Erdőkerülő utca                                         | ∫  | 973, 996                         |
| 20 | Erdőkerülő utca 27. (↓) Erdőkerülő utca 28. (↑)         | 25 | 973, 996                         |
| 21 | Szentmihályi út (↓) Erdőkerülő utca (↑)                 | 24 | 973, 996                         |
| 23 | Rákospalotai határút (↓) Szentmihályi út (↑)            | 22 |                                  |
| 23 | György utca (↓) Rákospalotai határút (↑)                | 22 |                                  |
| 24 | Gusztáv utca                                            | 21 |                                  |
| 24 | Baross utca                                             | 20 |                                  |
| 25 | Csömöri út (↓) György utca (↑)                          | 20 | 996                              |
| 26 | Mátyás király utca (↓) Rákosszentmihály, Csömöri út (↑) | 19 | 931, 996                         |
| 26 | Szent Korona utca                                       | 18 | 996                              |
| 27 | Rákosi út (↓) Mátyás király utca 71. (↑)                | 18 | 931, 996 419 (hétvége hajnalban) |
| 28 | Ida utca                                                | 17 | 996                              |
| 29 | Mátyásföldi tér                                         | 16 | 996                              |
| ∫  | Olga utca                                               | 15 | 996                              |
| ∫  | Budapesti út                                            | 15 | 996                              |
| 31 | Sasvár utca                                             | 14 | 996                              |
| 32 | Margit utca (↓) Futórózsa utca (↑)                      | 13 | 996                              |
| ∫  | Centenáriumi lakótelep                                  | 12 | 996                              |
| 33 | Gida utca                                               | 12 | 996                              |
| 38 | Mátyásföld, Imre utca H                                 | 10 | 908, 908A, 996                   |
| 38 | Bökényföldi út (↓) Veres Péter út (↑)                   | 6  | 908, 908A, 996                   |
| 39 | Hunyadvár utca                                          | 6  | 908, 908A, 996                   |
| 40 | Újszász utca                                            | 5  | 908, 908A, 996                   |
| 41 | Nebántsvirág utca (↓) Petőfi tér (↑)                    | 4  | 996                              |
| 42 | Zsemlékes út                                            | 3  | 996                              |
| 43 | EGIS Gyógyszergyár                                      | 2  | 996                              |
| 44 | Injekcióüzem                                            | 1  | 996                              |
| 45 | Cinkotai autóbuszgarázs végállomás                      | 0  | 908, 908A, 968, 992, 996, 998    |